# Sirindhornia monophylla
Sirindhornia monophylla är en orkidéart som först beskrevs av Collett och William Botting Hemsley, och fick sitt nu gällande namn av Henrik Aerenlund Pedersen och Piyakaset Suksathan. Sirindhornia monophylla ingår i släktet Sirindhornia och familjen orkidéer. Inga underarter finns listade i Catalogue of Life.